# 코흐슈트라세역
코흐슈트라세역(U-Bahnhof Kochstraße)은 베를린 프리드리히스하인크로이츠베르크구 크로이츠베르크에 있는 U6의 역이다. 프리드리히슈트라세와 코흐슈트라세, 루디두치케슈트라세(Rudi-Dutschke-Straße)의 교차점에 설치되어 있다. 1923년 1월 30일 베를린 남북 도시철도와 함께 개업했다. 엘리베이터가 설치되어 있다.
역사 내부 역명판에는 코흐슈트라세 (체크포인트 찰리)라는 부역명이 존재하지만 공식적인 노선도에서는 사용하지 않는다. 승강장 길이는 110 m이며 양쪽 끝에 출입구가 설치되어 있다. 역사 외벽 색상은 흰색이며 역사 내부 골조는 노란색으로 칠해져 있다. 역사는 실용주의적으로 설계되어 있다.
1945년 이후 서베를린에 속했던 C선의 남부 구간 최북단 역이었으며, BVG 내부에서는 경계역(Grenzbahnhof)으로 취급했다. 1961년부터 1989년까지는 베를린 장벽의 건설로 인해서 이 역에서 북쪽으로 출발했던 열차가 프리드리히슈트라세역까지 무정차 통과했다. 부역명 자리에는 "서베를린의 마지막 역"(Letzter Bahnhof in Berlin (West))이라는 문구가 있었고, 역 정차 시에는 "서방 지구의 마지막 역"(Letzter Bahnhof im Westsektor) 내지는 "서베를린의 마지막 역"(Letzter Bahnhof in Berlin West)이라는 안내 방송이 나왔다. 1990년대에 승강장 길이가 80 m에서 110 m로 연장되었다.
베를린 버스 M29번과 환승할 수 있다.

## 인접 철도역
| 베를린 지하철 6호선      | 베를린 지하철 6호선 | 베를린 지하철 6호선                 |
| ------------------------ | ------------------- | ----------------------------------- |
| 슈타트미테 알트테겔 방면 | U6                  | 할레셰스 토어 알트마리엔도르프 방면 |